# Meganthias filiferus
Meganthias filiferus là một loài cá biển thuộc chi Meganthias trong họ Cá mú. Loài này được mô tả lần đầu tiên vào năm 2008.

## Phân bố và môi trường sống
M. filiferus có phạm vi phân bố ở Ấn Độ Dương. Loài này ban đầu được tìm thấy tại biển Andaman, ngoài khơi Myanmar, về sau được ghi nhận thêm tại ngoài khơi bờ biển phía tây nam Ấn Độ. M. filiferus sống ở độ sâu khoảng 150 m.

## Danh pháp
Trong tiếng Latinh, filum có nghĩa là "sợi chỉ", còn hậu tố –fer có nghĩa là "mang, vác", ám chỉ những sợi tia vây rất dài ở trên vây lưng và thùy đuôi của M. filiferus.

## Mô tả
M. filiferus trưởng thành có chiều dài tối đa là khoảng 29 cm. Cơ thể chủ yếu có màu hồng tươi. Đỉnh đầu và gáy có màu vàng. Mõm và vùng dưới mắt có màu vàng. Trên mang có 2 đường sọc màu vàng. Môi có màu hồng đậm. Mống mắt màu vàng nhạt. Bốn gai vây lưng đầu tiên có màu vàng, các gai còn lại có màu hồng. Phần mềm của vây lưng màu hồng, có một vài đốm đỏ. Vây hậu môn màu hồng, dải viền vàng ở rìa và phía trước. Vây đuôi chủ yếu là màu hồng, ngoại trừ màu vàng ở hai thùy đuôi. Vây ngực và vây bụng màu vàng.
Số gai ở vây lưng: 10; Số tia vây mềm ở vây lưng: 18; Số gai ở vây hậu môn: 3; Số tia vây mềm ở vây hậu môn: 8; Số tia vây mềm ở vây ngực: 17; Số gai ở vây bụng: 1; Số tia vây mềm ở vây bụng: 5; Số lược mang: 37; Số vảy đường bên: 44.